# A410高速公路
A410高速公路是法国的一条高速公路，始于Villy le-Pelloux，终于Scientrier，与A40、A41高速相连。A410为东北-西南走向，全线均位于上萨瓦省，于1981年建成通车，2×2车道。该高速还经过了拉罗什河畔等城镇。